# Оризаре
Ориза́ре (болг. Оризаре) — село в Бургаській області Болгарії. Входить до складу громади Несебир.

## Населення
За даними перепису населення 2011 року у селі проживали 1466 осіб.
Національний склад населення села:
| Національність   | Кількість осіб | Відсоток |
| ---------------- | -------------- | -------- |
| болгари          | 892            | 61,8%    |
| цигани           | 439            | 30,4%    |
| турки            | 23             | 1,6%     |
| інша             | 15             | 1,0%     |
| не визначились   | 75             | 5,2%     |
| Всього відповіли | 1444           |          |

Розподіл населення за віком у 2011 році:
Динаміка населення: